# John Carroll Lynch
John Carroll Lynch (Boulder, Colorado, 1 de agosto de 1963) é um ator e diretor de cinema americano. 

## Biografia
Lynch nasceu a 1 de agosto de 1963, em Boulder, Colorado. Ele participou de Regis Jesuíta High School , em Denver. Estudou teatro na Universidade Católica da América, formando-se Bacharel em Artes plásticas em 1986.
Ele primeiro ganhou notoriedade por seu papel como Norm Gunderson em Fargo. Ele também é conhecido por seu trabalho na televisão sitcom da ABC The Drew Carey Show como o personagem-título do cross-dressing irmão, Steve Carey, bem como em American Horror Story: Freak Show e American Horror Story: Culto como Sinuoso, o Palhaço. Seus filmes incluem A Outra Face,Gran Torino, Shutter Island, Ted 2, O Convite, e o Zodíaco. Mais recentemente, ele interpretou o co-fundador do McDonald's, Maurice McDonald, em o Fundador. Ele fez sua estréia na direção com o filme de 2017, Sorte.
Lynch foi um membro do Guthrie Theater empresa. Ele estrelou em várias produções, excursionou com a empresa, e lá trabalhou por mais de oito temporadas.
Lynch fez sua estréia no cinema em Grumpy Old Men (1993).  Ele ganhou destaque estrelando como Norma Gunderson  no filme dos irmãos Coen, Fargo (1996). Seus outros filmes são de Face/Off (1997), Bubble Boy (2001), Gothika (2003), Coisas que perdemos no Fogo (2007), Gran Torino (2008), Shutter Island (2010), Paulo (2011) e Crazy, Stupid, Love. (2011). Ele retratou Arthur Leigh Allen no Zodíaco (2007) e o primeiro fundador do Mcdonald's, Mac McDonald, O Fundador (2016).
Lynch tem uma extensa carreira na televisão. Ele apareceu na sitcom da ABC The Drew Carey Show como o personagem-título do cross-dressing irmão, Steve Carey. Ele também tem sido um membro do elenco regular na série, tais como Perto de Casa, Carnivàle, o Corpo de Prova e as Estações 4, 5 e 7 de American Horror Story.

### Vida pessoal
Lynch foi casado com a atriz Brenda Wehle desde 1997.

## Filmografia

### Cinema
| Ano  | Título                                 | Papel                     | Notas          |
| ---- | -------------------------------------- | ------------------------- | -------------- |
| 1993 | Grumpy Old Men                         | Homem em movimento        |                |
| 1995 | The Cure                               | Capitão #1                |                |
| 1996 | Beautiful Girls                        | Frank Womack              |                |
| 1996 | Fargo                                  | Norm Gunderson            |                |
| 1996 | The Fan                                | Lojista                   |                |
| 1996 | Feeling Minnesota                      | Policial                  |                |
| 1997 | Volcano                                | Stan Olber                |                |
| 1997 | Dead Men Can't Dance                   | Sarg. Plonder             |                |
| 1997 | Face/Off                               | Guarda da prisão Walton   |                |
| 1997 | No Strings Attached                    | Sacerdote                 |                |
| 1997 | A Thousand Acres                       | Ken LaSalle               |                |
| 1998 | Mercury Rising                         | Martin Lynch              |                |
| 1998 | Restaurant                             | John English              |                |
| 1998 | The Naked Man                          | Motorista                 |                |
| 1999 | The Minus Man                          | Garçom                    |                |
| 1999 | Pushing Tin                            | Doutor Freeze             |                |
| 1999 | Freak Weather                          | Ed                        |                |
| 1999 | Anywhere but Here                      | Jack Irwin                |                |
| 2000 | Waking the Dad                         | Padre Mileski             |                |
| 2000 | The Next Best Thing                    | Advogado de Abbie         |                |
| 2000 | Gone in 60 Seconds                     | Gerente de apreensão      |                |
| 2001 | Bubble Boy                             | Sr. Livingston            |                |
| 2002 | The Good Girl                          | Jack Field                |                |
| 2002 | Bug                                    | Wallace                   |                |
| 2002 | Par 6                                  | Dour O'Dowell             |                |
| 2002 | Three Days of Rain                     | Convidado do jantar       |                |
| 2003 | Confidence                             | Grant Ashby               |                |
| 2003 | Gothika                                | Xerife Ryan               |                |
| 2004 | Catch That Kid                         | Sr. Hartmunn              |                |
| 2004 | The Mortuary                           | Sr. Whitman               |                |
| 2004 | Details                                | Lou                       | Curta-metragem |
| 2005 | Mozart and the Whale                   | Gregory                   |                |
| 2005 | Looking for Comedy in the Muslim World | Stewart                   |                |
| 2007 | Zodiac                                 | Arthur Leigh Allen        |                |
| 2007 | Full of It                             | Sr. Leonard               |                |
| 2007 | Things We Lost in the Fire             | Howard Glassman           |                |
| 2008 | Gran Torino                            | Barber Martin             |                |
| 2009 | Love Happens                           | Walter                    |                |
| 2010 | Hesher                                 | Larry                     |                |
| 2010 | Sympathy for Delicious                 | Evangelist Carroll        |                |
| 2010 | Shutter Island                         | Deputado Warden McPherson |                |
| 2011 | Paul                                   | Moses Buggs               |                |
| 2011 | Crazy, Stupid, Love                    | Bernie Riley              |                |
| 2012 | Lay the Favorite                       | Dave Greenberg            |                |
| 2013 | Highland Park                          | Rory                      |                |
| 2013 | The Pretty One                         | Frank                     |                |
| 2014 | Camp X-Ray                             | Coronel Drummond          |                |
| 2015 | The Invitation                         | Pruitt                    |                |
| 2015 | Hot Pursuit                            | Capitão Emmett            |                |
| 2015 | Ted 2                                  | Tom Jessup                |                |
| 2016 | Miracles from Heaven                   | Pastor Scott              |                |
| 2016 | The Architect                          | Conway                    |                |
| 2016 | Jackie                                 | Lyndon B. Johnson         |                |
| 2016 | Shangri-La Suite                       | Coronel Tom Parker        |                |
| 2016 | The Founder                            | Mac McDonald              |                |
| 2017 | Anything                               | Early Landry              |                |
| 2018 | Private Life                           | Charlie Grimes            |                |
| 2018 | White Orchid                           | Xerife Mann               |                |
| 2019 | The Highwaymen                         | Lee Simmons               |                |
| 2020 | Kiss Me Before It Blows Up             | Ron Shalev                |                |
| 2020 | The Trial of the Chicago 7             | David Dellinger           |                |
| 2024 | Outlaw Posse                           | Carson                    |                |
| 2024 | Babes                                  | Dr. Morris                |                |
| 2025 | Sorry, Baby                            | Pete                      |                |
| 2025 | Cattywampus                            | Barry                     | Curta-metragem |
| 2025 | The Grand Strand                       | Pop                       |                |
| 2025 | She Rides Shotgun                      | Morador                   |                |

### Televisão
| Ano       | Título                                   | Papel                                 | Notas                                       |
| --------- | ---------------------------------------- | ------------------------------------- | ------------------------------------------- |
| 1995      | In the Line of Duty: Hunt for Justice    | Prefeito                              | Telefilme                                   |
| 1996      | Murder One                               | Policial Carl Bickley                 | Episódio: "Chapter Thirteen"                |
| 1996      | Frasier                                  | Franklin                              | Episódio: "The Show Where Diane Comes Back" |
| 1996      | The Client                               | Frank                                 | Episódio: "Damn Yankees"                    |
| 1996      | Voice from the Grave                     | Promotor O'Gane                       | Telefilme                                   |
| 1996      | A Friend's Betrayal                      | Sr. Franks                            | Telefilme                                   |
| 1996-1997 | Life's Work                              | Crazy Larry / Promotor Distrital Agee | 2 episódios                                 |
| 1997      | The Practice                             | Dr. Robert Larson                     | Episódio: "Search and Seizure"              |
| 1997–2004 | The Drew Carey Show                      | Steve Carey                           | 74 episódios                                |
| 1997      | The Visitor                              | Joe York                              | Episódio: "Going Home"                      |
| 1998      | From the Earth to the Moon               | Bob Gilruth                           | 2 episódios                                 |
| 1999      | Star Trek: Voyager                       | Gerald Moss                           | Episódio: "11:59"                           |
| 1999      | Late Last Night                          | Sarg. Van Wyck                        | Telefilme                                   |
| 1999      | Tuesdays with Morrie                     | Walter                                | Telefilme                                   |
| 2000      | The Fugitive                             | Raynor                                | Episódio: "Pilot"                           |
| 2000      | Gideon's Crossing                        | Sonny Green                           | Episódio: "The Race"                        |
| 2000      | The West Wing                            | Jack                                  | Episódio: "Galileo"                         |
| 2002      | Live from Baghdad                        | John Holliman                         | Telefilme                                   |
| 2003      | The Brotherhood of Poland, New Hampshire | Prefeito Garrett Shaw                 | 7 episódios                                 |
| 2005      | Carnivàle                                | Varlyn Stroud                         | 12 episódios                                |
| 2005–2006 | Close to Home                            | Steve Sharpe                          | 21 episódios                                |
| 2005      | American Dad!                            | Sr. Simms                             | Episódio: "Stannie Get Your Gun"            |
| 2007      | Big Love                                 | Policial Chuck Tuttle                 | 2 episódios                                 |
| 2007–2008 | K-Ville                                  | Capitão James Embry                   | 11 episódios                                |
| 2008      | The Prince of Motor City                 | Paul Riley                            | Telefilme                                   |
| 2009      | Lie to Me                                | Sr. Reed                              | Episódio: "Truth or Consequences"           |
| 2009      | Monk                                     | Kurt Pressman                         | Episódio: "Happy Birthday, Mr. Monk"        |
| 2009      | CSI: Crime Scene Investigation           | Buddy Arnold                          | Episódio: "Bloodsport"                      |
| 2010      | How to Make It in America                | Larry                                 | Episódio: "Keep on Truck'n"                 |
| 2010-2012 | The Glades                               | Mike Ogletree                         | 2 episódios                                 |
| 2011–2012 | Body of Proof                            | Bud Morris                            | 26 episódios                                |
| 2013      | Do No Harm                               | Will Hayes                            | 10 episódios                                |
| 2013–2014 | Comedy Bang! Bang!                       | Ned Dooley                            | 2 episódios                                 |
| 2014      | House of Lies                            | Gil Selby                             | 2 episódios                                 |
| 2014      | The Americans                            | Fred                                  | 6 episódios                                 |
| 2014      | Manhattan                                | Daniel Ellis                          | 2 episódios                                 |
| 2014      | Us & Them                                | Ed                                    | Episódio: "Coeds & Carburetors"             |
| 2014–2015 | American Horror Story: Freak Show        | Twisty                                | 5 episódios                                 |
| 2014      | The Money                                | Robert Harris                         | Telefilme                                   |
| 2014      | Hoke                                     | Bill Henderson                        | Telefilme                                   |
| 2015–2016 | American Horror Story: Hotel             | John Wayne Gacy                       | 2 episódios                                 |
| 2015      | The Walking Dead                         | Eastman                               | Episódio: "Here's Not Here"                 |
| 2015      | Family Fortune                           | Mike                                  | Telefilme                                   |
| 2016      | Billions                                 | Sr. Gilbert                           | Episódio: "The Punch"                       |
| 2016–2017 | TURN: Washington's Spies                 | James Rivington                       | 6 episódios                                 |
| 2016      | Furst Born                               | Wayne                                 | Telefilme                                   |
| 2017      | American Horror Story: Cult              | Twisty                                | 2 episódios                                 |
| 2017      | Channel Zero                             | John Sleator                          | 6 episódios                                 |
| 2018      | Crawford                                 | Owen                                  | 12 episódios                                |
| 2018      | The Handmaid's Tale                      | Dan                                   | Episódio: "Unwomen"                         |
| 2018      | One Dollar                               | Bud Carl                              | 9 episódios                                 |
| 2018      | The Good Cop                             | Sherman Smalls                        | Episódio: "Who Is the Ugly German Lady?"    |
| 2019      | Veep                                     | Lloyd Hennick                         | 3 episódios                                 |
| 2019-2020 | Perfect Harmony                          | Pastor Magnus                         | 3 episódios                                 |
| 2019      | American Horror Story: 1984              | Sr. Jingles                           | 9 episódios                                 |
| 2020-2022 | Big Sky                                  | Rick Legarski / Wolfgang Legarski     | 22 episódios                                |
| 2021      | American Horror Stories                  | Larry Bitterman                       | Episódio: "Drive In"                        |
| 2022      | Gaslit                                   | L. Patrick Gray                       | 4 episódios                                 |
| 2023      | White House Plumbers                     | John N. Mitchell                      | 2 episódios                                 |
| 2024      | Evil                                     | Henry Stick                           | 3 episódios                                 |
| 2025      | Elsbeth                                  | Juíz Edwin Dousant                    | 2 episódios                                 |
| 2025      | Ballard                                  | Thomas Laffont                        | 10 episódios                                |
| 2026      | The Beauty                               |                                       |                                             |

## Prêmios e indicações
| Year | Association                       | Category                                         | Nominated work   | Result   | Ref.   |
| ---- | --------------------------------- | ------------------------------------------------ | ---------------- | -------- | ------ |
| 2016 | 42nd Saturn Awards                | Best Guest Starring Role on Television           | The Walking Dead | Indicado | [ 7 ]  |
| 2017 | Fangoria Chainsaw Awards          | Best Supporting Actor                            | The Invitation   | Indicado | [ 8 ]  |
| 2017 | Camerimage                        | Directors' Debuts Competition                    | Lucky            | Indicado | [ 9 ]  |
| 2017 | Chicago Film Critics Association  | Most Promising Filmmaker                         | Lucky            | Indicado | [ 10 ] |
| 2017 | Haifa International Film Festival | Carmel Award for Best Film                       | Lucky            | Indicado | [ 11 ] |
| 2017 | Haifa International Film Festival | Fedeora Award - Directors of Tomorrow            | Lucky            | Venceu   | [ 12 ] |
| 2017 | Locarno Festival                  | Golden Leopard                                   | Lucky            | Indicado | [ 13 ] |
| 2017 | Locarno Festival                  | Price of the Ecumenical Jury                     | Lucky            | Venceu   | [ 13 ] |
| 2017 | 22nd Satellite Awards             | Special Achievement Award for Best First Feature | Lucky            | Venceu   | [ 14 ] |
| 2017 | Los Angeles Film Festival         | Special Mention for Acting                       | Anything         | Venceu   | [ 15 ] |